# Toray Pan Pacific Open 2007
Il Toray Pan Pacific Open 2007 è stato un torneo di tennis giocato sul cemento indoor.
È stata la 32ª edizione del Toray Pan Pacific Open, che fa parte della categoria Tier I nell'ambito del WTA Tour 2007.
Si è giocato al Tokyo Metropolitan Gymnasium di Tokyo, in Giappone, dal 25 gennaio al 4 febbraio 2007.

## Campionesse

### Singolare
Martina Hingis ha battuto in finale  Ana Ivanović con il punteggio di 6–4, 6–2.

### Doppio
Lisa Raymond  /  Samantha Stosur  hanno battuto in finale  Vania King /  Rennae Stubbs con il punteggio di 7–6(6), 3–6, 7–5.